# 東矢場町
東矢場町（ひがしやばちょう）は、愛知県名古屋市東区の地名。

## 歴史

### 地名の由来
当地において1656年（寛文2年）、尾張藩主徳川光友が星野勘左衛門のために三十三間堂に似せた弓道場を作ったことに由来する。名古屋には既に矢場町があったため、東矢場町と呼ばれた。

### 沿革
- 明治初年 - 愛知郡東矢場町となる[1]。
- 1878年（明治11年）
  - 11月20日 - 名古屋区東矢場町となる[1]。
  - 12月28日 - 北芝前小路・南芝前小路を併合する[1]。
- 1889年（明治22年）10月1日 - 名古屋市成立に伴い、同市東矢場町となる[1]。
- 1908年（明治41年）4月1日 - 東区成立に伴い、同区東矢場町となる[1]。
- 1981年（昭和56年）9月13日 - 筒井三丁目に編入され廃止される[5]。